# Nakš-e Rustam

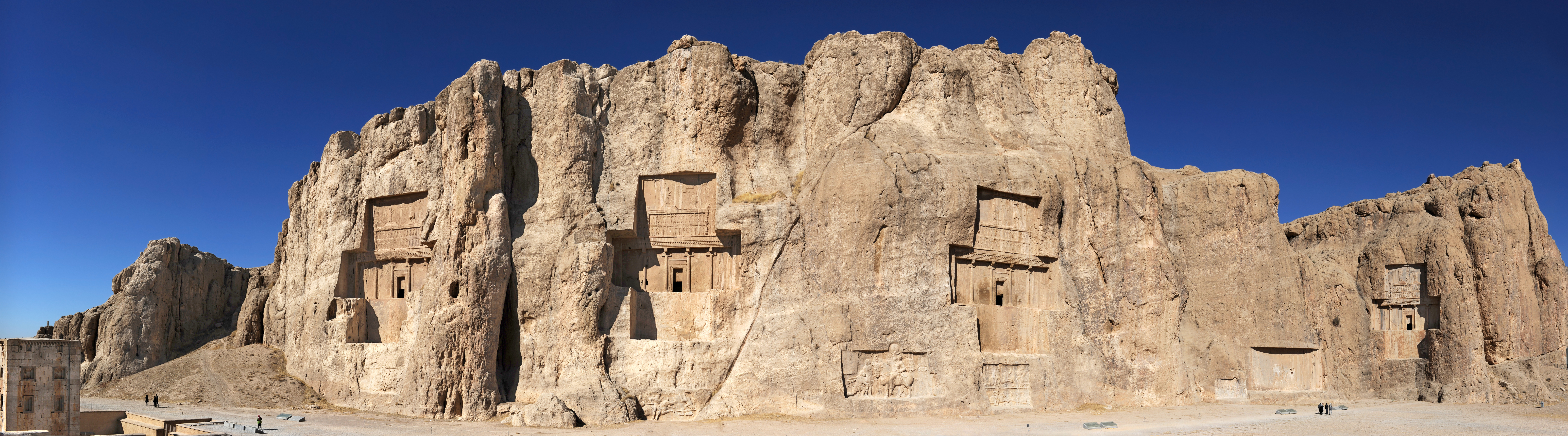
Achaimenovské skalní hrobky v Nakš-e Rustamu severovýchodně od Šírázu

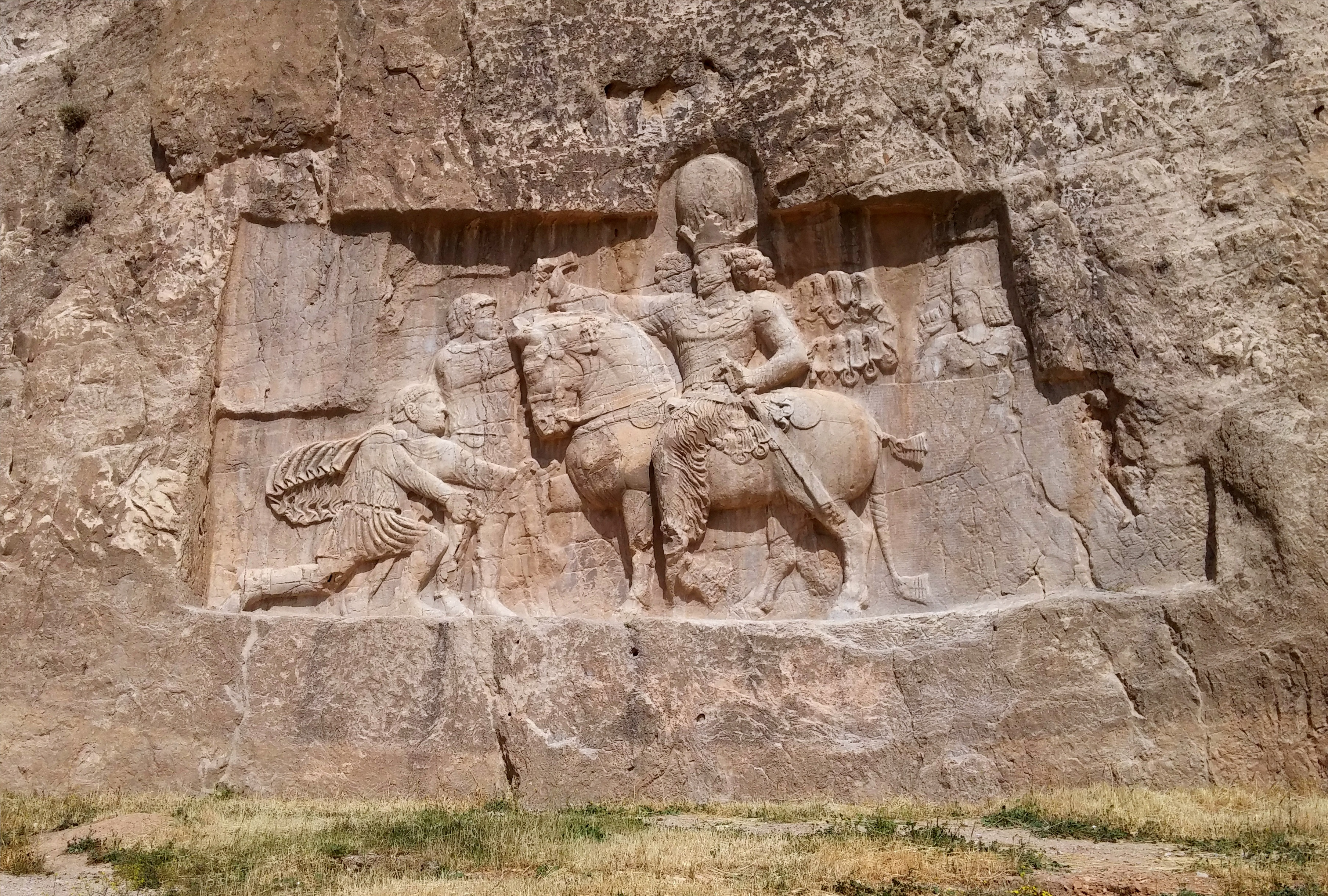
Šápúr I. oslavuje vítězství nad římskými císaři Valeriánem a Philippem Arabsem, kteří mu vzdávají hold; skalní reliéf

Nakš-e Rustam (Rustamův obraz) je pojmenování skalní stěny nedaleko Stachru v Íránu, do níž jsou vytesány hrobky achaimenovských králů a reliéfy z dob prvních Sásánovců. Před skálou stojí dvanáctimetrová věž Ka‘ba-je Zardošt, o jejímž původním účelu se dodnes vedou vědecké debaty; jistě však plnila významné náboženské funkce.
Z achaimenovských hrobek, vybudovaných zhruba deset metrů nad zemí a majících tvar řeckého kříže, lze bezpečně identifikovat pouze hrobku krále Dareia I. vládnoucího v letech 522/521–486 př. n. l. Ostatní tři se většinou připisují Xerxovi I., Artaxerxovi I. a Dareovi II., tj. panovníkům z 5. století př. n. l. Uvnitř hrobky Dareia I. je řada postranních chodeb a místností, které by poskytly prostor přinejmenším třem sarkofágům. O tom, kde byl pohřben sám král, se pochopitelně diskutuje.
Pozoruhodné jsou i monumentální sásánovské reliéfy, zejména „historický“ reliéf krále Šápúra I. z 3. století n. l. Jsou na něm kromě krále zobrazeni i římští císaři Valerianus a Philippus Arabs, z nichž prvního Šápúr zajal a druhého donutil k placení tributu. V pozadí stojí čelný představitel zarathuštrovské „státní“ církve, kněz Kartír. Také králové Ardašír I., Bahrám II., Narsé a několik dalších (identifikace je zčásti sporná) zde zanechali „své“ reliéfy.